# Mokil

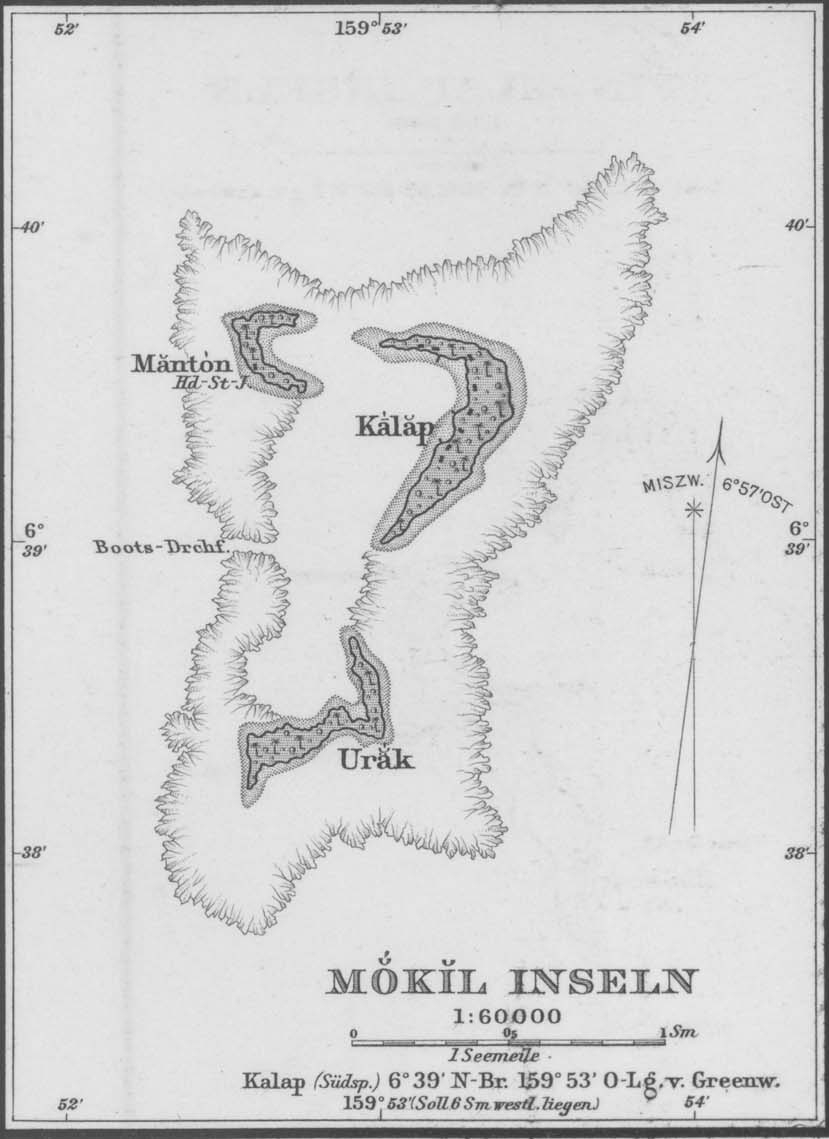
O atol Mokil, estado de Pohnpei, Micronésia

Mokil, ou Mwoakilloa é um atol e um dos municípios do estado de Pohnpei, Estados Federados da Micronésia.